# Passing Time
 (juillet 2017).
Albums de Earl Grey
Ready To Leave
(2015) The Times You Cross My Mind
(2017)
Passing Time est le deuxième ep du groupe de mélodique hardcore allemand Earl Grey. Cet ep est sorti le 9 octobre 2015 sur les plateformes digitales par Acuity Music et en CD et disque vinyle par Krod Records. Passing Time a été enregistré à Karma Recordings en Allemagne par Simon Yildirim. La pochette de l'ep a été entièrement réalisée par Loïc Gauthey,.

## Titres
1. Passing Time - 03:20
2. Headstrong - 01:23
3. Backstabber - 02:22
4. Haven - 03:42

## Musiciens
- Lukas Andrzejewski : bassiste[3].
- Benedikt Ricken : batteur
- Malte Unnasch : chanteur
- Moritz Mewes : guitariste
- Tristan Bäumer : guitariste